# Уинфри, Опра
О́пра (О́рпа) Гэйл Уи́нфри (англ. Oprah (Orpah) Gail Winfrey; род. 29 января 1954, Миссисипи) — американская телеведущая, актриса, продюсер, общественный деятель, ведущая ток-шоу «Шоу Опры Уинфри» (1986—2011). Журнал Forbes назвал её девятой по влиятельности женщиной в 2005 году и первой — в 2007 году, самым влиятельным человеком в шоу-бизнесе в 2009 году, самой влиятельной знаменитостью в 2010 и 2013 году.
В 2021 году состояние Опры Уинфри оценивалось в $2,6 миллиардов, больше чем у какой-либо другой женщины в шоу-бизнесе. Она является первой темнокожей женщиной-миллиардером в истории. Успешный медиамагнат, Уинфри владеет собственной киностудией, журналом O, The Oprah Magazine, коммерчески успешным ресурсом Oprah.com, радиосетью, а также кабельным телеканалом OWN: The Oprah Winfrey Network.

## Биография
Родилась 29 января 1954 года в городе Косцюшко, штат Миссисипи, в баптистской семье. Настоящее имя — Орпа Гэйл Уинфри (англ. Orpah Gail Winfrey), данное ей в честь Библейского персонажа, Орпы, сестры Руфи. Имеются противоречивые сообщения о том, каким образом она стала Опрой. Согласно утверждению самой Уинфри, её семья и друзья не могли выговаривать «Орпа», таким образом буквы поменяли местами и в свидетельстве о рождении. Однако, есть мнение, что буквы перепутала акушерка, заполняя документы новорожденной.
Её родителями были не состоявшие в браке молодые люди. Мать — Вернита Ли (2 мая 1935 — 22 ноября 2018) — была горничной, а отец — Вернон Уинфри — шахтёром, потом парикмахером, впоследствии членом муниципального совета. Когда Опра родилась, её отец был в армии.
После рождения Опры мать переехала на север, и свои первые шесть лет жизни Опра провела в сельской глуши, живя со своей бабушкой — Хэтти Мэй. Бабушка учила её читать, когда Опре не исполнилось ещё трёх лет, и брала её с собой в местную церковь, где её прозвали «Проповедником» за умение пересказывать главы из Библии. Когда Опра была ребёнком, бабушка частенько стегала её прутом, если она не выполняла каких-то домашних дел или плохо себя вела.
В возрасте шести лет Уинфри с матерью, которая была менее благосклонна и добра, чем бабушка, переехала в район старого гетто города Милуоки, Висконсин.
Опра рассказывает, что, будучи ребёнком девяти лет, она подвергалась приставаниям со стороны братьев, дяди и их друзей, была изнасилована в 9 лет и забеременела в 14. Несмотря на довольно сложную домашнюю жизнь, Опра была достаточно образована для того, чтобы в 13 лет начать посещать школу в пригороде Милуоки. Хотя Опра была достаточно популярна, она не могла себе позволить появляться в городе так часто, как её состоятельные одноклассники. Но, как и многие подростки в конце 60-х, Опра взбунтовалась и убежала из дома на улицу.
Когда ей было 14 лет, она забеременела и родила ребёнка, который умер вскоре после рождения. Тогда же расстроенная мать отправила её жить в Нэшвилл, Теннесси, к отцу.
Вернон был строг, но надёжен, и придавал большое значение её образованию. Опра вошла в число «почётных студентов» и была выбрана «Most Popular Girl». Она выиграла соревнования по риторике, что позволило ей стать студенткой «Университета Штата Теннесси», ставшего исторически университетом для чернокожих американцев, где она изучала коммуникацию.
В 18 лет Опра выиграла в театрализованном конкурсе красоты «Miss Black Tennessee».
Бабушка Опры рассказывала, что с того момента, когда Опра начала говорить, она всегда была на сцене. В детстве она брала интервью у кукол, сделанных из кукурузных початков, и у ворон на заборе.
В 17 лет Опра работала и училась в университете. Она была самым молодым репортёром, работая в местных СМИ (телеканал CBS), и первой чернокожей женщиной-репортёром телевидения Нэшвилла.
В 1976 году она перешла на «WJZ-телевидение Балтимора» помощником шестичасовых новостей, стала одной из ведущих утреннего ток-шоу «Говорит Балтимор». Тогда к ней и пришла первая слава.
В 1986 году Опра создала собственную программу — «Шоу Опры Уинфри», которая сделала её не только знаменитой, но и очень богатой и влиятельной женщиной в США.
1 января 2011 года Опра запустила в эфир собственный телеканал под названием OWN, она планирует также в будущем вести собственное шоу в прайм-тайм на канале.
3 августа 2011 года было объявлено, что 12 ноября 2011 года Опра Уинфри получит почётный «Оскар» в категории «Награда имени Джина Хершолта».
В начале 2017 года Опра Уинфри выпустит свою первую книгу, посвященную кулинарии. В 2015 году планировалось, что она займется изданием мемуаров, однако телезвезда изменила решение и написала книгу «Еда, здоровье и счастье: Рецепты „на высшем уровне“ для отличных трапез и лучшей жизни».
9 января 2018 года в СМИ появилась информация о намерениях Опры Уинфри избираться на должность президента США на выборах президента в 2020 году.

## Личные качества
По мнению известного сценариста Брайана Грейзера, Опра Уинфри обладает уникальным талантом общения:
Ее взгляд, проникнутый эмпатией, в сочетании с ее обволакивающей теплотой разоружат даже самого замкнутого собеседника: он неизбежно откроется и поделится с ней самыми сокровенными чувствами и историями из жизни.

## Недвижимость
В настоящее время Опра Уинфри живёт в «The Promised Land», на участке в 42 акра с видом на океан и горы в Монтесито, Калифорния, недалеко от Санта-Барбары. По слухам, Уинфри так понравился этот участок, брошенный прежними хозяевами, что она, как сообщали, купила его за 50 миллионов долларов, выписав чек, хотя этот участок и не продавался.
Уинфри также имеет дом в Лаваллетте, Нью-Джерси, квартиру в Чикаго, недвижимость на острове вблизи Майами, лыжный домик в Тельюрайде, Колорадо и собственность на гавайском острове Мауи.
Шоу Уинфри ведётся из Чикаго. Таким образом, она проводит своё основное время по соседству с Streeterville, в остальное время она проживает в Калифорнии.

## Семья
Опра Уинфри и её партнёр Стэдман Грэхэм вместе уже около 20 лет. Софи и Соломон — два её кокер-спаниеля, также у неё были три ретривера, один из которых погиб. После смерти своего первого ребёнка Опра никогда больше не имела детей. Девочки из созданной ею Africa’s Oprah Winfrey Leadership Academy for Girls, полагает она, предназначены были стать её дочерьми.
«Когда я наблюдала за Опрой и девочками, — говорит её лучшая подруга Гейл Кинг, — я подумала, что Опре предназначалось быть матерью, и так или иначе, это случилось». «Newsweek» показывали школьницу Телесу Сумбхи, обнимающую Опру и шепчущую: «Мы ваши дочери теперь». Опра планирует вести уроки домоводства в школе по спутниковой связи и планирует жить, выйдя на пенсию, в созданном ею городке при университете. «Я хочу быть около моих девочек, и иметь возможность видеть их».

## Лучшие друзья
Лучшая подруга Опры с двадцатилетнего возраста — Гейл Кинг. Кинг была ведущей The Gayle King Show, а в настоящее время она является редактором O, the Oprah Magazine. С 1997 года, когда Опра и Гейл снялись в кино, они стали предметом постоянных слухов о том, что они гомосексуальны. «Я понимаю, почему люди думают, что мы гомосексуальны, — сказала Опра в августовском 2006 года выпуске своего журнала, — нет определения в нашей культуре для этого вида взаимоотношений между женщинами. И я понимаю, почему они наклеивают ярлыки — как ты можешь быть так близок (с кем-то), не будучи сексуальным? Я сказала что-то вроде того, что весь мой ответ — там. Люди думают, что я должна стыдиться быть гомосексуальной и не допускать этого. Глупости…».
В 1989 году проблема СПИДа, так часто обсуждаемая на её шоу, коснулась лично Опры, когда заболел её помощник Билли Риззо. «Я люблю Билли, как брата, — сказала она в то время, — он замечательный талантливый парень, и очень больно видеть его в таком состоянии». Уинфри посещала его ежедневно в течение его последних дней.

## Дневники
В апреле 2009 года Опра завела микроблог на Twitter, открыв его записью: HI TWITTERS. THANK YOU FOR A WARM WELCOME. FEELING REALLY 21st CENTURY.

## Филантропия
В 1998 году Уинфри создала «Сеть ангелов Опры», благотворительную организацию, которая поддерживала благотворительные проекты и предоставляла гранты некоммерческим организациям по всему миру. Сеть ангелов Опры привлекла более 80 миллионов долларов (1 миллион долларов из которых был пожертвован Джоном Бон Джови). Уинфри лично покрыла все административные расходы, связанные с благотворительностью, поэтому 100 % всех собранных средств пошли на благотворительные программы. В мае 2010 года, когда шоу Опры закончилось, благотворительная организация прекратила прием пожертвований и была закрыта.
20 ноября 2013 года президент США Барак Обама наградил Опру Уинфри Президентской медалью Свободы.
В 2004 году Уинфри стала первым темнокожим человеком, вошедшим в число 50 самых щедрых американцев. К 2012 году она пожертвовала около 400 миллионов долларов на образовательные цели.
В ходе российского вторжения в Украину выразила поддержку Украине. Опра Уинфри обнародовала видео в своем Instagram, в котором высказалась о войне в Украине, которую начала Россия, унеся жизни людей и заставив некоторых убежать из своей страны: «Я просто не могу прекратить думать о бессмысленных и кощунственных смертоносных нападениях на народ Украины. Я не могу не думать о страхе и истощении, которые испытывает каждый украинец. Убегающие из страны, те, кто спит под землёй, и те, кто скрывается в своих подвалах. Лицо матерей и детей. Родители, прощаясь на вокзале, мужчины, никогда не державшие в руках оружие, прежде чем остаться, чтобы защитить демократию».
После урагана Катрина Опра создала реестр Oprah Angel Network Katrina, который собрал более 11 миллионов долларов на оказание помощи. Уинфри лично пожертвовала 10 миллионов долларов на это дело. Дома были построены в Техасе, Миссисипи, Луизиане и Алабаме к годовщине ураганов Катрина и Рита.

## Политические взгляды
Уинфри заявляет, что она политически независимый человек, который «заработал право думать за себя и голосовать за себя». Она поддержала кандидата в президенты Барака Обаму на президентских выборах 2008 года. 25 сентября 2006 года Уинфри впервые поддержала Обаму на посту президента в прямом эфире Ларри Кинга. Два экономиста подсчитали, что поддержка Уинфри стоила более миллиона голосов в первичной гонке Демократической партии и что без неё Обама потерял бы кандидатуру.
На выборах 2016 года поддержала демократку Хиллари Клинтон.
В августе 2024 года неожиданно выступила на съезде Демократического комитета в Чикаго, поддержав кандидатуру Камалы Харрис.

## Фильмография
| Год       |    | Русское название            | Оригинальное название                                  | Роль               |
| --------- | -- | --------------------------- | ------------------------------------------------------ | ------------------ |
| 1985      | ф  | Цветы лиловые полей         | The Color Purple                                       | София              |
| 1986      | ф  | Родной сын                  | Native Son                                             | Миссис Томас       |
| 1987      | ф  | Сбрось маму с поезда        | Throw Momma From The Train                             | камео              |
| 1989      | тф |                             | Women of Brewster Place, The                           | Mattie Michael     |
| 1992      | тф |                             | Lincoln                                                | Elizabeth Keckley  |
| 1993      | тф |                             | There Are No Children Here                             | LaJoe Rivers       |
| 1997      | ф  | Разбитые сердца             | Before Women Had Wings                                 | Мисс Зора          |
| 1994—1998 | с  | Эллен                       | Ellen                                                  | Therapist          |
| 1994      | с  | Американская девушка        | All-American Girl                                      |                    |
| 1998      | ф  | Любимая                     | Beloved                                                | Sethe              |
| 1999      | тф | Наш друг Мартин             | Our Friend, Martin                                     | Коретта Скотт Кинг |
| 2001      | ф  |                             | A Prayer for America: Yankee Stadium Memorial          |                    |
| 2003      | ф  |                             | Unchained Memories: Readings from the Slave Narratives | рассказчик         |
| 2005      | ф  |                             | Emmanuel’s Gift                                        | Narrator           |
| 2006      | ф  | Паутина Шарлотты            | Charlotte’s Web                                        | гусыня             |
| 2007      | мф | Би Муви: Медовый заговор    | Bee Movie                                              | Judge Bumbleton    |
| 2009      | мф | Принцесса и лягушка         | The Princess and the Frog                              | Eudora             |
| 2013      | ф  | Дворецкий                   | The Butler                                             | Глория Гейнс       |
| 2014      | ф  | Сельма                      | Selma                                                  | Энни Ли Купер      |
| 2016      | с  | Гринлиф                     | Greenleaf                                              | Мэвис Макриди      |
| 2016      | с  | Королева сахарных плантаций | Queen Sugar                                            |                    |
| 2017      | ф  | Излом времени               | A Wrinkle in Time                                      |                    |